# Xenoblade Chronicles 2
Xenoblade Chronicles 2, известная в Японии как Xenoblade 2 (яп. ゼノブレイド2 «Дзэнобурэйдо 2») — японская ролевая игра, которая является частью серии Xeno, разработанная компанией Monolith Soft и изданная компанией Nintendo для консоли Nintendo Switch. Игра вышла 1 декабря 2017 года одновременно во всём мире.
Масштабное дополнение, Xenoblade Chronicles 2: Torna – The Golden Country, которое является предысторией основной игры, вышло 14 сентября 2018 года как финальная часть Expansion Pass, а 21 сентября получила отдельный физический релиз.

## Игровой процесс
Как и в прошлых играх серии Xenoblade, бои происходит в реальном времени. Игрок может управлять как главным героем, так и остальными персонажами в группе. В игре присутствует небольшой открытый мир, состоящий из огромных титанов. Присутствует цикл дня и ночи, который влияет на игровые события, включая задания, силу противников и доступность предметов.
Самое значительное изменение в геймплее — это «Блэйды», существа, которые призываются из «Кристаллов» и предоставляют своё собственное оружие призвавшим их людям — «Драйверам». Каждый персонаж может иметь три активных Блэйда одновременно. Блэйды поддерживают своих Драйверов с помощью усилений, а также специальных атак, которые выполняют и Блэйд и Драйвер. Усиления и остальные улучшения можно открыть через специальную диаграмму «связи» c Блэйдом. У каждого Блейда своя личная диаграмма и чем больше персонаж с этим Блэйдом доверяют друг другу, тем больше она будет открываться

### Боевая система
Активные Блэйды определяют класс Драйвера из трёх категорий: Атака, Лечение и Защита. Также Блэйды делятся на восемь стихий: Огонь, Вода, Лёд, Ветер, Земля, Электричество, Свет и Тьма. У каждой из них есть слабость перед противоположной.
В отличие от прошлых частей серии, автоатака стала ещё более важным аспектом геймплея. Теперь, чтобы атаковать, персонаж должен стоять на месте. Во время каждой автоатаки заполняются «Арты» — атаки, которые различаются в зависимости от выбранного Блэйда. Всего на панели есть три Арта. У определённых Артов есть дополнительные эффекты, например, используя арт, можно выбить из противника лечащий бутыль, но самый важный аспект заключается в том, что с помощью них можно сделать комбо, которое называется «Комбо Драйвера». Первый уровень состоит из Арта «Break» — выводит противника из равновесия. Следующий «Topple» — сбивает его с ног. Третий «Lauch» — запускает в воздух, и четвёртый «Smash» — наносит огромный урон и завершает комбо (обычно от «Smash» из противника выпадают лечащие бутыли и другие предметы).
Другим видом комбо является «Комбо Блэйдов». Комбо начинается после того, как персонаж, используя Арты, заполняет четвёртую кнопку, которая находится справа от трёх Артов и после этого использует её. Эту способность можно заполнять 4 раза до IV уровня. Комбо Блэйдов зависит от стихии Блэйда и всегда начинается с 1 уровня. Чтобы нанести противнику максимальный урон, нужно использовать Комбо как Драйверов, так и Блейдов. Это называется «Смешанным комбо». Определённые завершающие Комбо Блэйдов имеют различные эффекты, называемые печатями, которые позволяют заблокировать противнику использование специальных атак или вызов подмоги.
Ещё одним важным аспектом боевой системы является так называемая «Цепная Атака», Её суть заключается в том, что во время Комбо Блейдов на врага накладываются стихийные сферы, соответствующие стихии последней атаки в комбинации. Во время Цепной Атаки каждый член отряда атакует с по очереди с помощью Блэйдов, если на врага наложена сфера со стихией противоположной Блэйду, то она разбивается и наносит врагу сильный урон. На врага можно наложить до 8 стихийных сфер, разбивая их Цепную атаку можно провести до 4 раз подряд, при этом враг не сможет атаковать персонажей игрока. Также разбив определённое количество сфер на определённой интерации Цепной Атаки происходит так называемый «Полный взрыв», при котором все оставшиеся на враге стихийные сферы взрываются, нанося врагу колоссальный урон по сравнению со всеми остальными видами атак в игре.

## Сюжет
Игра происходит в мире под названием Алрест, где всю поверхность покрывают бесконечные облака, названные «Морем Облаков», а в центре находится огромное Мировое Древо. По легенде, человечество жило на вершине Мирового Древа вместе со своим создателем, Архитектором. Этот рай носил название Элизиум, но по неизвестным причинам человечество изгнали с небес и одарили Титанами, чьи размеры разнились от лодок до огромных континентов, на которых люди живут по сей день. Со временем, память об Элизиуме стала легендой, а больших Титанов, пригодных для жизни целых королевств, начало становиться всё меньше и меньше, из-за чего между народами разных Титанов веками развязывались войны.
В этом мире также существуют Блэйды — создания, призываемые из «Кристаллов», которые направляют свою силу в оружие с помощью эфира. У каждого призванного Блэйда есть хозяин — Драйвер; когда Драйвер умирает, их Блэйды возвращаются обратно в Кристалл и теряют все свои воспоминания о прошлой жизни, когда их призывает другой Драйвер.
Главный герой по имени Рекс путешествует по миру на маленьком титане по имени Азурда (которого сам Рекс называет "дедушкой") и зарабатывает на жизнь тем, что погружается в Море Облаков и добывает различные сокровища. Однажды председатель торговой гильдии Аргентум предлагает Рексу работу от организации Торна по поднятию со дна Моря Облаков древнего затонувшего корабля. Во время миссии на корабле обнаруживается девушка по имени Пайра, которая оказывается Эгидой — легендарным древним Блейдом, созданным Архитектором.
Члены организации Торна предают и убивают Рекса, а затем собираются расправиться с остальным персоналом, однако Пайра воскрешает Рэкса, отдав ему часть своей жизненной силы, в обмен на что Рэкс должен будет доставить её в Элизий. После ожесточённой битвы, а также с помощью Азурды и Нии — одним из Драйверов Торны, которая не согласилась убивать ни в чём неповинных людей, главным героям удаётся бежать на титан Гормотт, после чего начинается их путешествие к Мировому Древу.

## Разработка
Эта игра является третьей частью в подсерии Xenoblade и следует за Xenoblade Chronicles и Xenoblade Chronicles X. Планирование игры началось в июле 2014, во время окончания разработки Xenoblade Chronicles X, из-за негативных отзывов многих фанатов на огромные изменения в этой игре. В то время, как оригинальный Xenoblade Chronicles был более линейным и с большим упором на сюжет, в Xenoblade Chronicles X стало меньше упора на историю и больше на исследование большого открытого мира. Из-за того, что геймплей был больше похож на оригинал, они решили назвать игру Xenoblade Chronicles 2.
Так как технические спецификации Nintendo Switch ещё не были объявлены, разрабатывать игру было сложнее, но из-за использования Xenoblade Chronicles X разработка игры всё-равно продвигалась довольно быстро. Также Monolith Soft договорились с Nintendo о том, что игра выйдет в первый год жизни Nintendo Switch.
Одна из целей Monolith Soft заключалась в том, чтобы вывести лицевую анимацию персонажей на новый уровень по сравнению с прошлыми частями Xenoblade. Главным дизайнером персонажей стал Масацуги Саито, впервые работавший над дизайном для игр. Разработчики попросили его придать главным героям более анимешный стиль, по сравнению с прошлыми играми Xenoblade. Тэцуя Номура отвечал за дизайн персонажей из организации «Торна». Такахаси всегда хотел поработать с Номурой, но так как тот постоянно занят другими играми у Square Enix, он был приглашён в качестве одного из художников. Также среди прочих были приглашены такие художники, как Кунихико Танака и Сорая Сага, которые отвечали за дизайны различных «Блэйдов». Примечательно, что Танака также отвечал за дизайн блэйда KOS-MOS, одного из главных героев серии игр Xenosaga.
Основной сюжет написал Тэцуя Такахаси. Ему помогали Юитиро Такэда и Кадзухо Хёдо, которые писали чётные и нечётные главы игры. Такэда, работавший над двумя прошлыми играми серии, сказал, что «Влияния Тэцуи Такахаси на сюжет в этот раз намного больше, чем было в прошлых двух играх». Хоть игра и является продолжением, в ней полностью новый мир и новые персонажи.
Игру анонсировали в январе 2017 года на презентации Nintendo Switch. Позже игру показали на Е3 2017, где было сказано, что выход состоится в конце 2017 года. Как и в случае с оригинальным Xenoblade Chronicles, Nintendo of Europe занялась локализацией.
В отличие от прошлых игр серии, процесс локализации проходил во время разработки, что позволило выйти игре одновременно во всём мире 1 декабря 2017 года.

### Torna — The Golden Country
Для игры было создано масштабное сюжетное дополнение под названием Xenoblade Chronicles 2: Torna — The Golden Country. 14 сентября 2018 года оно вышло как часть Expansion Pass, а 21 сентября в виде отдельной игры на физических носителях.
Был обновлён движок игры, боевую систему упростили и сделали ещё более динамичной, а также добавили несколько новых геймплейных аспектов.
Дополнение повествует о событиях, происходивших за 500 лет до Xenoblade Chronicles 2.

### Музыка

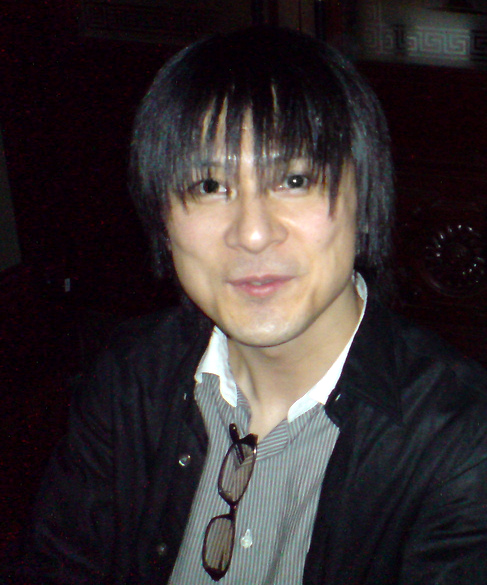
Саундтреком игры руководил Ясунори Мицуда

Саундтрек написали Ясунори Мицуда, ACE (Томори Кудо и Хирё «Chico» Яманака), Кэндзи Хирамацу и Манами Киёта. Мицуда, которого пригласил Тэцуя Такахаси, был руководителем записи, а также продюсером. В течение года Мицуда и Такахаси множество раз обсуждали то, какой должна быть музыка в Xenoblade Chronicles 2, со временем пригласив ACE и Кэндзи Хирамацу, которые так же работали над Xenoblade Chronicles. ACE сфокусировались на локациях, а Хирамацу занялся боевой музыкой. Всего к записи музыки для Xenoblade Chronicles 2 композитор привлёк порядка 150 человек, в том числе вокалистов знаменитого ирландского хорового коллектива Anúna. До этого он ещё никогда не работал с таким большим количеством людей в рамках одного проекта, объём всего саундтрека насчитывал порядка 1 TB. Мицуда хотел поработать с Anúna ещё с 1990-х годов. Два трека, включая песню из титров, исполнила Дженнифер Бёрд. Перед записью Мицуда очень подробно рассказывал ей, какие эмоции персонажей она должна выражать во время пения. Незадолго до релиза, на YouTube вышло музыкальное видео «Shadow of the Lowlands», написанное Мицудой и исполненное Anúna. Официальный саундтрек, состоящий из 120 треков, был выпущен 23 мая 2018 года в цифровом и физическом формате.

## Отзывы
| Сводный рейтинг       | Сводный рейтинг |
| Агрегатор             | Оценка          |
| --------------------- | --------------- |
| GameRankings          | 82,83 %         |
| Metacritic            | 83/100          |
| Иноязычные издания    |                 |
| Издание               | Оценка          |
| Destructoid           | 8/10            |
| Edge                  | 7/10            |
| EGM                   | 7/10            |
| Famitsu               | 35/40           |
| Game Informer         | 7,5/10          |
| GameRevolution        | [ 18 ]          |
| GameSpot              | 7/10            |
| IGN                   | 8,5/10          |
| Nintendo Life         | [ 21 ]          |
| Nintendo World Report | 9,5/10          |
| Русскоязычные издания |                 |
| Издание               | Оценка          |
| «Игры Mail.ru»        | 8/10            |

Xenoblade Chronicles 2 была очень положительно принята на момент анонса, многие критики называли анонс «неожиданным». На Gamescom event в августе 2017 игра также получила положительные отзывы, особенно за геймплей и окружение.
Xenoblade Chronicles 2 получила 83 из 100 от критиков на сайте Metacritic. IGN хвалили игру, говоря, что это RPG, которая умудряется держать историю, боевую систему и исследование интересными на протяжении как минимум 70 часов, но так же упомянули, что навигация и карта иногда доставляла проблемы. GamingBolt называл игру «одной из лучших JRPG этого поколения», дав ей оценку 9/10, назвав мир «невероятно красивым», историю «интересной и многогранной», а боевую систему «сложной и захватывающей», но упомянули, что в игре есть вопросы к паре дизайнерских решений, а также оптимизации.
Более негативная рецензия была от Kotaku, в которой сказано, что «игра затянута, слишком усложнена и тратит слишком много времени впустую». Несмотря на это, музыка и окружение были оценены высоко. От Famitsu игра получила 35/40. На IGN’s Best of 2017 Awards игра была номинирована на звание «Лучшая RPG».

### Продажи
В первую неделю в Японии игра продалась в количестве 98 000 копий и 168 000 через месяц. В Великобритании игра стартовала на 19 месте в первую неделю, что на 9 мест выше, чем Xenoblade Chronicles X. В США находилась на 16 месте весь первый месяц.
За первый месяц по всему миру игра продалась тиражом более миллиона копий, а к сентябрю 2018 года — уже в 1,53 миллиона. По состоянию на март 2019 года игра продалась тиражом 1,73 миллиона копий, что сделало её самой продаваемой игрой серии Xenoblade.
В конце 2020 года общие продажи игры составили 2,17 миллиона копий.

## Влияние и сиквелы игры
Пайра и Мифра стаи игровыми персонажами в Super Smash Bros. Ultimate для Nintendo Switch.
29 июля 2022 года вышла Xenoblade Chronicles 3, которая объединяет миры Xenoblade Chronicles и Xenoblade Chronicles 2.